# Steyr 1500
Der Steyr 1500 ist ein leichter Lastkraftwagen bzw. schwerer Mannschaftswagen von Steyr Daimler Puch mit luftgekühltem Achtzylinder-V-Motor (Ottomotor), der während des Zweiten Weltkriegs für die deutsche Wehrmacht in großem Umfang ab 1942 hergestellt wurde. Der Steyr 1500 (A: Allradantrieb, S: Standard-Hinterachsantrieb) mit 1,5 Tonnen Nutzlast war der erste einer Reihe von Steyr-Hauben-Lkw, die bis 1968, also über 27 Jahre, gebaut wurden. Die Werksbezeichnung lautete Steyr 270.
Von Mitte 1942 bis 1945 (zuletzt als Steyr 2000) fertigten Steyr und der Lizenznehmer Auto Union AG fast 30.000 Fahrzeuge in verschiedenen Versionen, meist als Steyr 1500A. Von dem daraus entwickelten Steyr 2000A mit einer höheren Nutzlast von zwei Tonnen wurden anschließend von August 1944 bis April 1945 über 7.000 Fahrzeuge gebaut. Etliche weitere Steyr 270 entstanden nach dem 2. Weltkrieg.
Wesentliche Bauteile wie der luftgekühlte V8-Motor wurden auch in dem ab September 1942 gebauten Raupenschlepper Ost verwendet. Dieser konnte daher im Steyr-Werk auf demselben Band wie die Steyr-Lkw gefertigt werden.

## Hintergrund

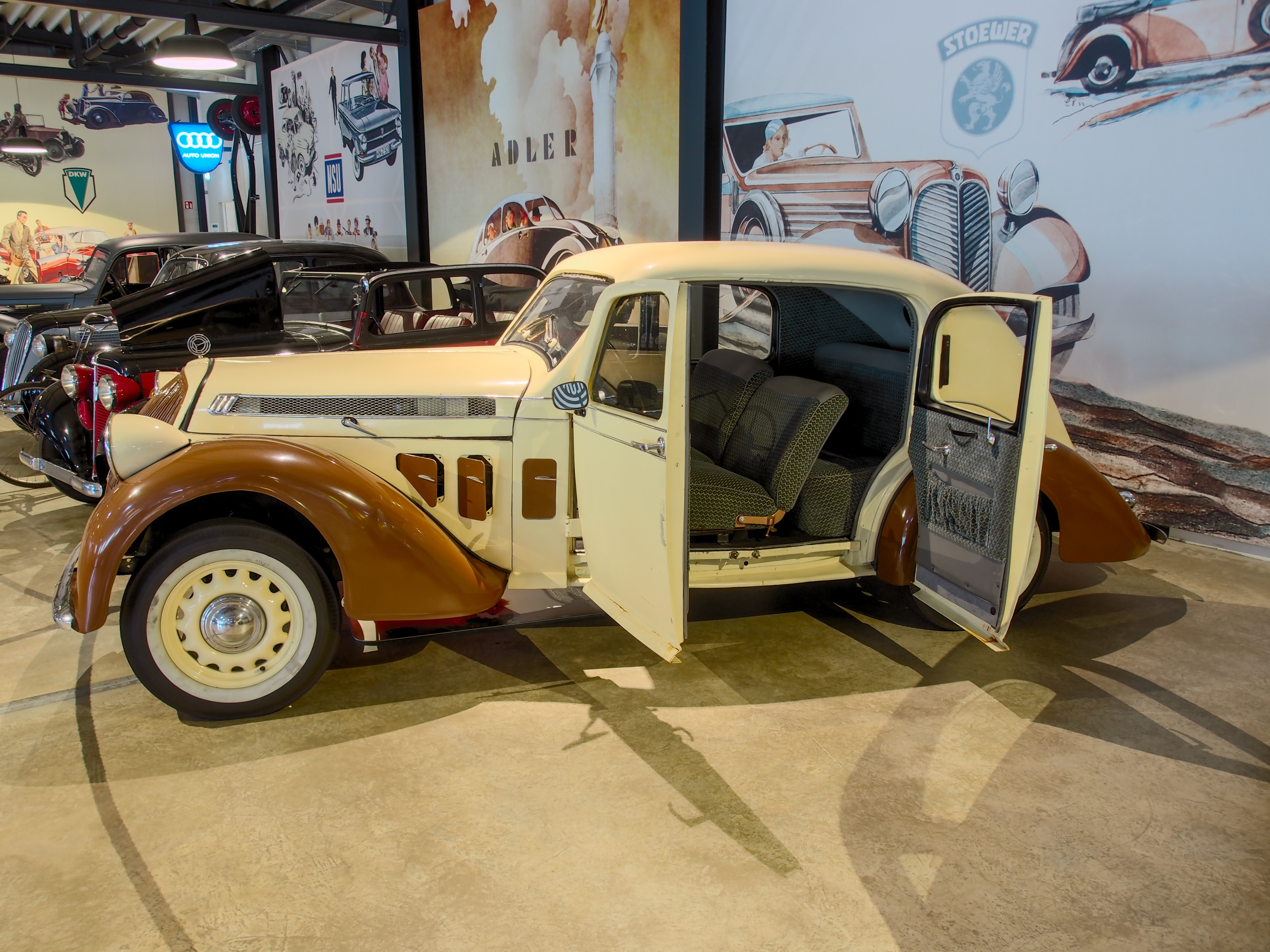
Steyr 220 im Zylinderhaus in Bernkastel-Kues

Der Ursprung des späteren Steyr-Konzerns findet sich in der Österreichischen Waffenfabriks-Gesellschaft. Über einen Zwischenschritt ab 1894 mit Fahrrädern begann das Unternehmen nach dem verlorenen Ersten Weltkrieg, als das Waffengeschäft nicht mehr lief, 1920 mit der Fertigung von Automobilen. Ab 1926 firmierte man zunächst unter Steyr-Werke AG und nach dem Zusammenschluss mit der Austro-Daimler-Puchwerke A.G. im Jahr 1934 wurde der Konzern zur Steyr-Daimler-Puch AG. Nach dem „Anschluss“ Österreichs an das Deutsche Reich im März 1938 wurde Georg Meindl neuer Steyr-Generaldirektor. Nach den Vorgaben des Schell-Plans war es die Aufgabe, Kraftfahrzeuge mit Allradantrieb zu entwickeln, welche den Anforderungen des Militärs auf Geländegängigkeit besser entsprachen. Der Schell-Plan war aus heutiger Sicht eine strategische Vorbereitung auf eine Kriegswirtschaft, bei der mit einer Verringerung der Typenvielfalt der Nachschub vereinfacht werden sollte. Der ab dem 1. Januar 1940 geltende Plan reduzierte die Anzahl der Lkw-Modelle von 114 auf 19 und die der Pkw-Modelle von 52 auf 30.
Für den Steyr-Konzern wurde die Fertigung des Pkw Steyr 220 und eines Lkw mit 1,5 Tonnen Nutzlast genehmigt: Zunächst der seit 1937 gebauten Typen Steyr 640 und 740,  ab 1942 des späteren Steyr 1500A, der u. a. seine Vorgänger sowie den mittleren und schweren geländegängigen Einheits-PKW der Wehrmacht und andere Fahrzeuge wie die Krupp-Protze ersetzen sollte.
Auf Basis des Steyr 1500 wurden nach Kriegsende 1945 später die Lkw-Typen Steyr 370 (1,5 t Nutzlast) und Steyr 380 (3,5 t) gefertigt.

## Entwicklung
Verantwortlich für die Entwicklung des Steyr 270 bzw. Steyr 274 (Mannschaftswagen), der als Steyr 1500A später bei der Wehrmacht eingeführt wurde, war die Stuttgarter Firma Dr. Ing. h. c. F. Porsche KG. Ferdinand Porsche war als führender Entwickler seit Beginn des 20. Jahrhunderts bei verschiedenen Automobilfirmen tätig gewesen und hatte sich bereits für das Projekt KdF-Wagen, den späteren VW-Käfer, mit der kostengünstigen Serienproduktion im Fahrzeugbau beschäftigt. Steyr erteilte 1940 Porsche den Entwicklungsauftrag, der im dortigen Büro die Bezeichnung Porsche Typ 146 (Antrieb nur Hinterachse, 4x2) und Typ 147 (Allradantrieb, 4x4) erhielt.

## Produktion
Als Grundmodelle wurden Mannschafts- und Pritschenwagen für 1,5 Tonnen Nutzlast gefertigt. Von 1942 bis 1944 wurden bei Steyr 12.450 Fahrzeuge und weitere über 10.000 Fahrzeuge von 1943 bis 1945 als Lizenzbau  von der Auto Union AG (Sitz Chemnitz) in ihren beiden Werken Audi (Zwickau) und Siegmar (ehemaliges Wanderer-Fahrzeugwerk) hergestellt.

## Technische Beschreibung

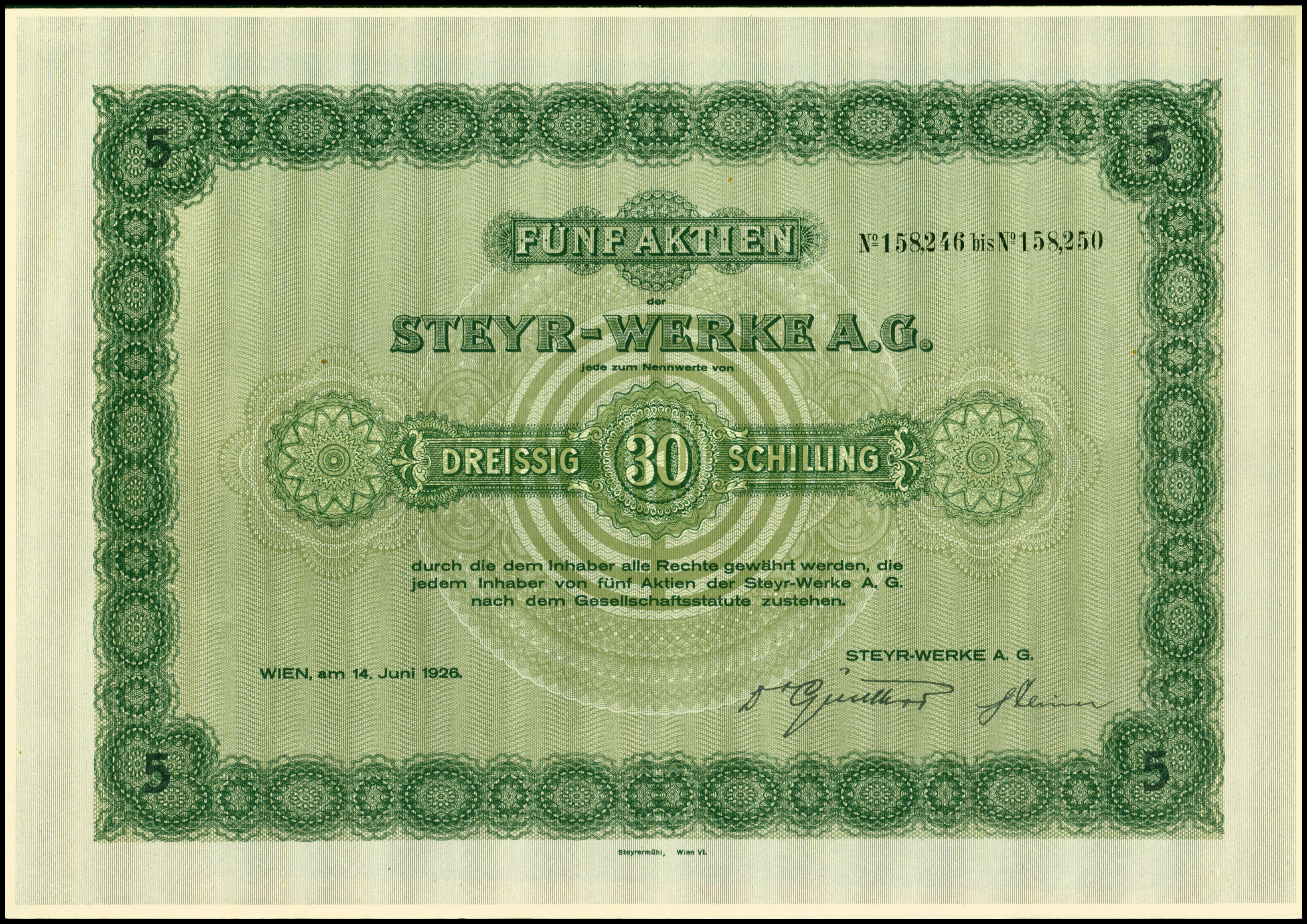
Steyr-Aktie von 1926

Typ A/01 mit innenliegendem Reserverad - bis etwa August 1942
Typ A/02 mit aussenliegenden Reserverad ab August 1942
Zum Zweck der Materialersparnis entfiel im weiteren Verlauf des Krieges der hintere Kotflügel.

## Varianten

### Kommandeurswagen

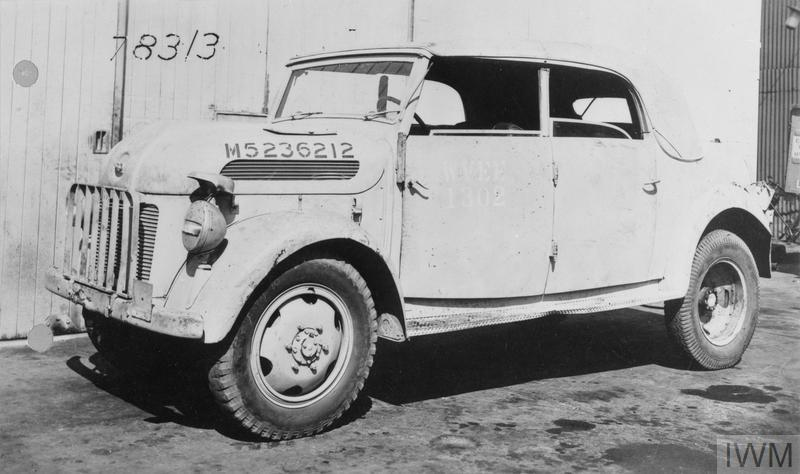
Steyr 1500A „Stabswagen“, Imperial War Museum, London

Eine Sonderausführung des Steyr 1500A wurde mit Aufbauten der Dresdner Firma Gläser-Karosserie versehen. Gläser hatte eine lange Unternehmensgeschichte als Karosseriehersteller hinter sich und war Lieferant einer speziellen und beliebten Karosserieform für den Pkw Steyr 220. Cabriolet-Karosserien von Gläser galten bei europäischen und US-amerikanischen Autoherstellern als Premium-Veredelung für ihre Fahrzeuge.
Angesichts dieses nicht mehr existenten Marktes wurde die Fertigung von Gläser entsprechend den Bedürfnissen des Krieges umgestellt. Hierbei war der Bau einer Cabriolet-Karosserie für das Fahrzeug von Steyr noch ein Projekt, welches der ursprünglichen Tätigkeit des Unternehmens besonders nah kam. Die Ausführung dieser „Stabswagen“ war für ein Militärfahrzeug luxuriös und zeigte weiche Formen. Hinter dem Fahrer- und Beifahrerplatz gab es eine gut gepolsterte Rückbank und dahinter einen nach hinten herausgezogenen Kofferraum. Bei einem frühen Modell bzw. den Prototypen war auf der rechten und linken Fahrzeugseite ein Ersatzrad in eine Aussparung in der Karosserie eingearbeitet. Hierdurch wurde die hintere Türe sehr schmal. Beide Türen waren bei diesem Modell nach vorne zu schwenken und die Sitzbank saß weiter hinten fast auf der Achse. Die zweite Version des Kommandeurswagens wurde in der Mehrzahl ohne die seitlichen Einsatzräder geliefert. Die Türen wurden breiter und die hintere Sitzbank rückte nach vorne, was den Kofferraum deutlich vergrößerte. Das Fahrzeug ersetzte ab 1943 den mittleren Einheits-PKW (Kfz.11 und 12).
Bekannte Nutzer dieses Fahrzeugs waren die deutschen Generäle Walter Model, Hans-Jürgen von Arnim, Hans-Valentin Hube und Georg von Küchler sowie der finnische Oberbefehlshaber Baron Mannerheim.

### Funk- und Sanitätsaufbauten

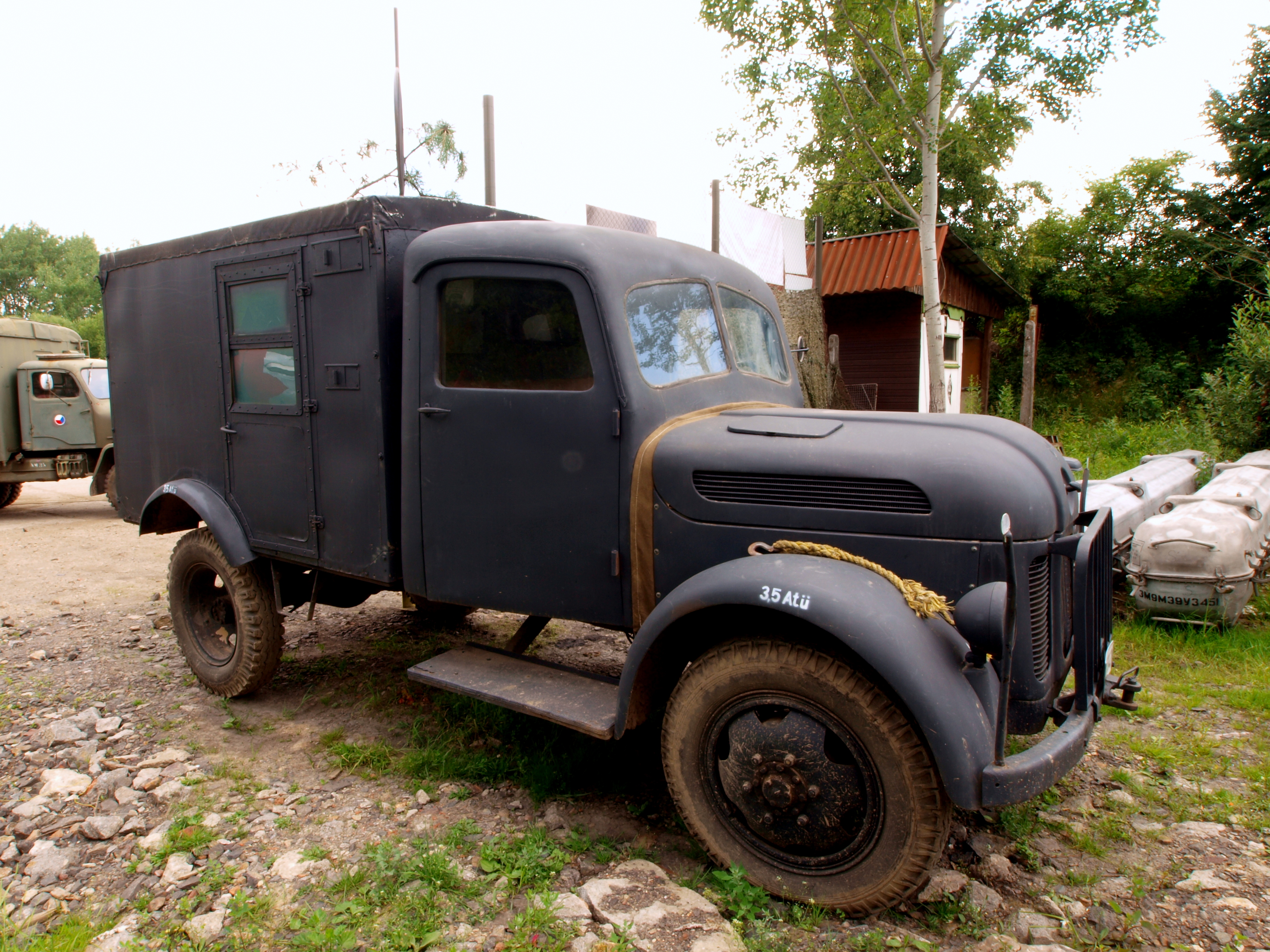
Funkwagen-Museum in Rokycany (Tschechien)

Ein gewisser Anteil der Fahrzeuge wurde mit einem Kofferaufbau versehen. Dieser hatte unterschiedliche Nutzungszwecke.
Die Funkkoffer-Aufbauten konnten einen kleinen Funktrupp unterbringen und waren Nachfolger der Funkwagen auf Basis des mittleren Einheits-Pkw etc.
Die (sehr seltenen) Sanitätskoffer-Aufbauten ergänzten den Bestand an leichten geländegängigen SanKras, die vor allem auf Phänomen-Lkw basierten. Hierbei konnten in der Regel bis zu vier Verletzte liegend transportiert werden. Alternativ zu zwei Liegenden konnten pro Seite vier sitzende Verwundete transportiert werden.

### Steyr 2000 A

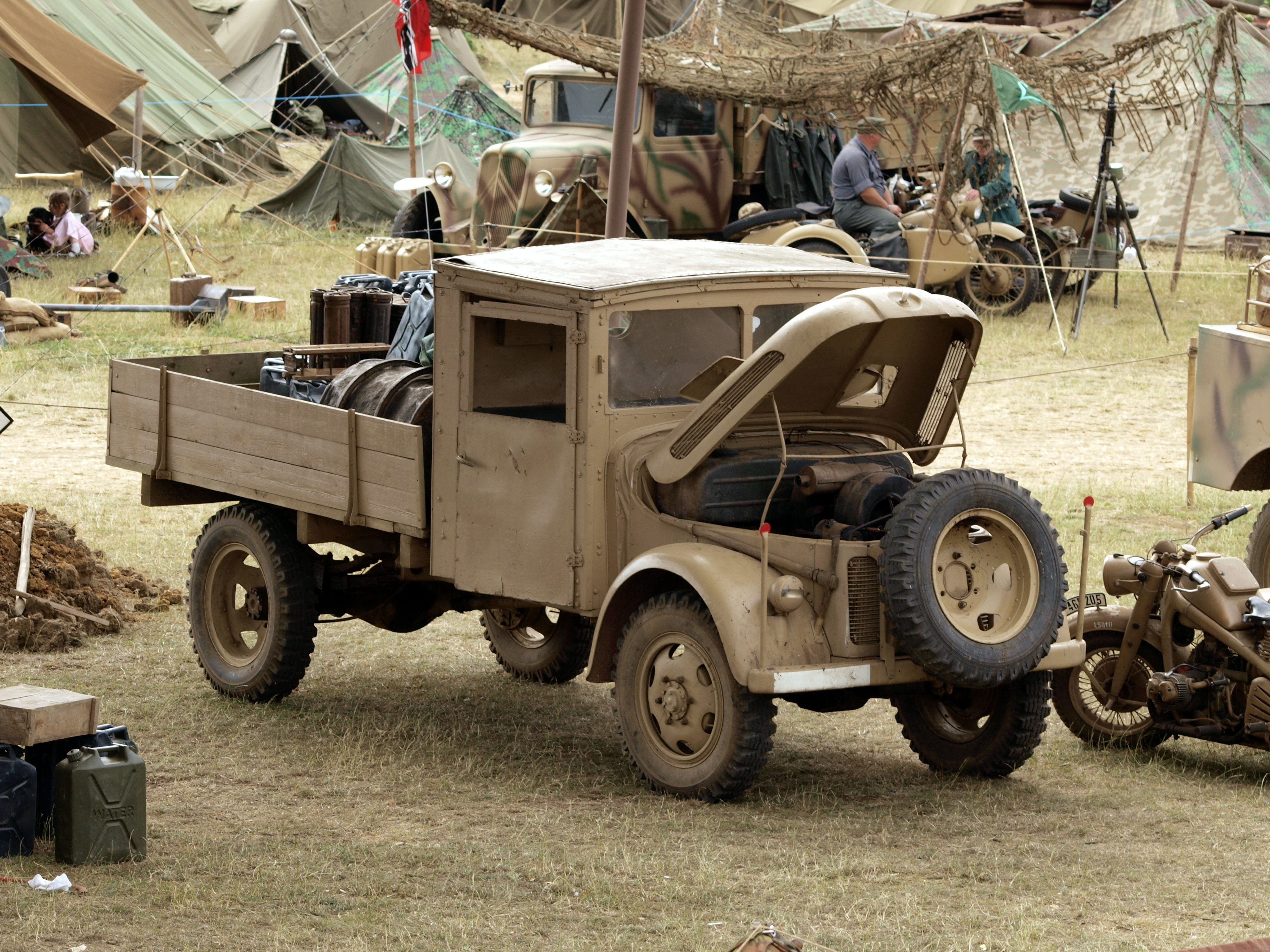
Steyr 2000A mit Einheitsfahrerhaus

Durch einige Änderungen entstand im Jahr 1944 das Modell Steyr 2000A mit einer höheren Nutzlast von zwei Tonnen. Von diesem Modell wurde von 1944 bis April 1945 über 7.000 Fahrzeuge gebaut.  Im Hinblick auf Betriebsstörungen durch Luftangriffe, Rohstoffverknappung und allgemeine Zulieferprobleme zeigt dies, wie gut die Fertigung zu Ende des Krieges bereits durchorganisiert war.
Die technischen Änderungen beim Steyr 2000A waren ein längerer Radstand (3265 mm) und eine längere Pritsche, durch welche die Nutzlast auf 2 t und das zulässige Gesamtgewicht auf 4,6 t gesteigert werden konnten.
Als Reaktion auf den Rohstoffmangel wurde auch bei Steyr in den letzten Monaten vor Kriegsende das neue Einheitsfahrerhaus verwendet, welches zu großen Teilen aus Holz und Presspappe bestand.

### Feuerwehr und zivile Nutzung
Die Steyr-Werke wurden - im Gegensatz zu denen der Auto Union - nach dem Zweiten Weltkrieg nicht demontiert. Der Steyr 2000 A - jetzt auch ohne Allrad-Antrieb als 2000 S - wurde nach dem Waffenstillstand für zivile Nutzung und als Feuerwehrfahrzeug weitergebaut, teils erfolgten auch Umbauten von PKW aus Wehrmachtsbeständen. Die Liste der unterschiedlichen Aufbauten ist extrem lang. Im Jahr 1946 erschien der Steyr 370 als Dreitonner-Variante, zunächst noch mit dem Achtzylinder-Motor des Steyr 270, ab 1948 mit Dieselmotor.
Ein Unternehmen, welches Werksfahrzeuge mit Feuerwehrausstattung baute, war Rosenbauer.

### Produktionsstatistik
Es gibt einige relativ exakte Produktionsstatistiken zum Steyr 270: Rauscher nennt für 1941 noch kein fertiggestelltes Fahrzeug (vielleicht wurden ein oder zwei Prototypen gebaut, die aber offenbar nicht notiert sind). Im übrigen war Steyr 1941 noch voll mit der Produktion des Steyr 640 ausgelastet, die erst im 3. und 4. Quartal 1941 auslief. Zwar lief die Produktion des Steyr 1500A an, indem man eine neue Taktstraße aufbaute und bereits mit der Fertigung von Einzelteilen begann, es verließ aber 1941 noch kein fertiger Lkw das Werk. Für 1942 nennt Rauscher 3812 Stück, 7595 Stück für 1943 sowie 7523 Steyr 1500 und Steyr 2000 für 1944.
Exakte nach Monaten heruntergebrochene Zahlen gibt es aus dem Bundesarchiv ab Januar 1943. Danach entwickelte sich die Produktion (unter Einschluss der obigen Zahlen für 1942) wie folgt:
| Mon/J.      | 1942 | 1/43 | 2/43 | 3/43 | 4/43 | 5/43 | 6/43 | 7/43 | 8/43 | 9/43 | 10/43 | 11/43 | 12/43 | 1943  |
| ----------- | ---- | ---- | ---- | ---- | ---- | ---- | ---- | ---- | ---- | ---- | ----- | ----- | ----- | ----- |
| Steyr 1500A | 3812 | 524  | 541  | 626  | 445  | 693  | 535  | 653  | 685  | 650  | 770   | 712   | 750   | 7.685 |
| Auto Union  | 0    | 0    | 0    | 46   | 115  | 119  | 45   | 250  | 269  | 84   | 293   | 450   | 450   | 2.121 |
| Summe       | 3812 | 524  | 541  | 672  | 560  | 812  | 580  | 903  | 954  | 734  | 1063  | 1162  | 1200  | 9.806 |

| Mon/J.      | 1/44 | 2/44 | 3/44 | 4/44 | 5/44 | 6/44 | 7/44 | 8/44 | 9/44 | 10/44 | 11/44 | 12/44 | 1944   |
| ----------- | ---- | ---- | ---- | ---- | ---- | ---- | ---- | ---- | ---- | ----- | ----- | ----- | ------ |
| Steyr 1500A | 953  | 0    | 0    | 0    | 0    | 0    | 0    | .    | .    | .     | .     | .     | 953    |
| Steyr 2000A | 27   | 687  | 84   | 0    | 100  | 600  | 700  | 800  | 900  | 650   | 950   | 690   | 6.483  |
| Auto Union  | 450  | 450  | 482  | 622  | 583  | 675  | 650  | 720  | 540  | 330   | 674   | 674   | 6.850  |
| Summe       | 1420 | 1137 | 566  | 622  | 683  | 1275 | 1350 | 1520 | 1440 | 980   | 1624  | 1364  | 14.286 |

#### 1945
Steyr meldete 522 Fahrzeuge für Januar und 175 Fahrzeuge für Februar 1945. Die Februar-Produktion war deswegen so niedrig, weil die Wehrmacht hohe Ersatzteillieferungen forderte, um Schadfahrzeuge instand setzen zu können.
Die Auto Union meldete 450 Fahrzeuge für Januar und 450 Fahrzeuge für Februar 1945.
Spätestens ab März 1945 brach infolge systematischer Bombardierung des deutschen Eisenbahnnetzes das gesamte Verkehrs- und Nachrichtenwesen zusammen. Die Automobilfabriken konnten die hergestellten Fahrzeuge nicht mehr komplettieren, weil bestimmte Produkte der Zulieferindustrie (Zündkerzen, Reifen, Scheinwerfer, Vergaser u. a.) nicht mehr ans Ziel gelangten, ebenso blieben die zum Beginn des Folgemonats fälligen Monatsmeldungen aus, sodass hier nichts überliefert ist. Von anderen Produkten ist bekannt, dass die März-Produktion 1945 etwa die Hälfte der Februar-Produktion umfasste, die April-Produktion etwa 1/3 der Märzproduktion.
Sowohl Steyr als auch die beiden Werke der Auto Union in Zwickau (Werk Audi) und Siegmar (heute ein Ortsteil von Chemnitz) wurden erst Anfang Mai 1945 von alliierten Truppen besetzt, man kann daher noch knapp 400 im März und gut 100 im April in beiden Werken zusammen gebaute Fahrzeuge hinzurechnen.
Die Gesamtproduktion sähe daher wie folgt aus:
- Steyr 1500A: 3812(1942) + 7685 (43) + 953 (44) = 12.450 Stück[10]
- Steyr 2000A: 6483 (1944)+ 697 (45) = 7170 Stück
- Auto Union: 2121 (1943) + 6850 (44) + 900 (45) = 9871 Stück
- März u. April 1945, beide Werke zusammen geschätzt: 500 Stück
- Alles in allem wären dies 29491 sicher gebaute und weitere 500 geschätzte = knapp 30.000 Stück.

Kritik und Widersprüche:

Rauscher nennt für 1943 insgesamt 90 Stück mehr als das Bundesarchiv, für 1944 insgesamt 87 Stück weniger. Solche Differenzen können sich dadurch ergeben, dass z. B. 90 Stück in den letzten Dezembertagen 1943 vom Werk produziert wurden, aber der Abnahmeoffizier der Wehrmacht sie erst in den ersten Januartagen 1944 abnahm: Dann sind sie in der einen Statistik für 1943, in der anderen für 1944 erwähnt.

Spielberger (dito: Oswald) erwähnt eine Gesamtproduktion von 12450 Steyr 1500A, dann sei stattdessen das Modell 2000A gefertigt worden. Dies müsste demnach Ende Januar 1944 geschehen sein, damals hatte Steyr den 12450. Steyr 1500A fertiggestellt. Andererseits soll die Produktionsumstellung erst im August 1944 erfolgt sein: Dann wären allerdings alle in den Monaten Februar bis Juli bei Steyr gebauten Fahrzeuge noch der 1500A-Produktion hinzuzurechnen und bei der Produktion des 2000A abzuziehen.

## Einsatz

### Militärisch
Diese Fahrzeuge der 1,5-t-Klasse wurden häufig bei der Wehrmacht als Gruppenfahrzeuge für einen Trupp von 8 Mann verwendet.
Er wurde genauso wie der Mannschaftswagen von Mercedes-Benz anstelle von schweren Einheits-Pkw an die Einheiten gegeben.

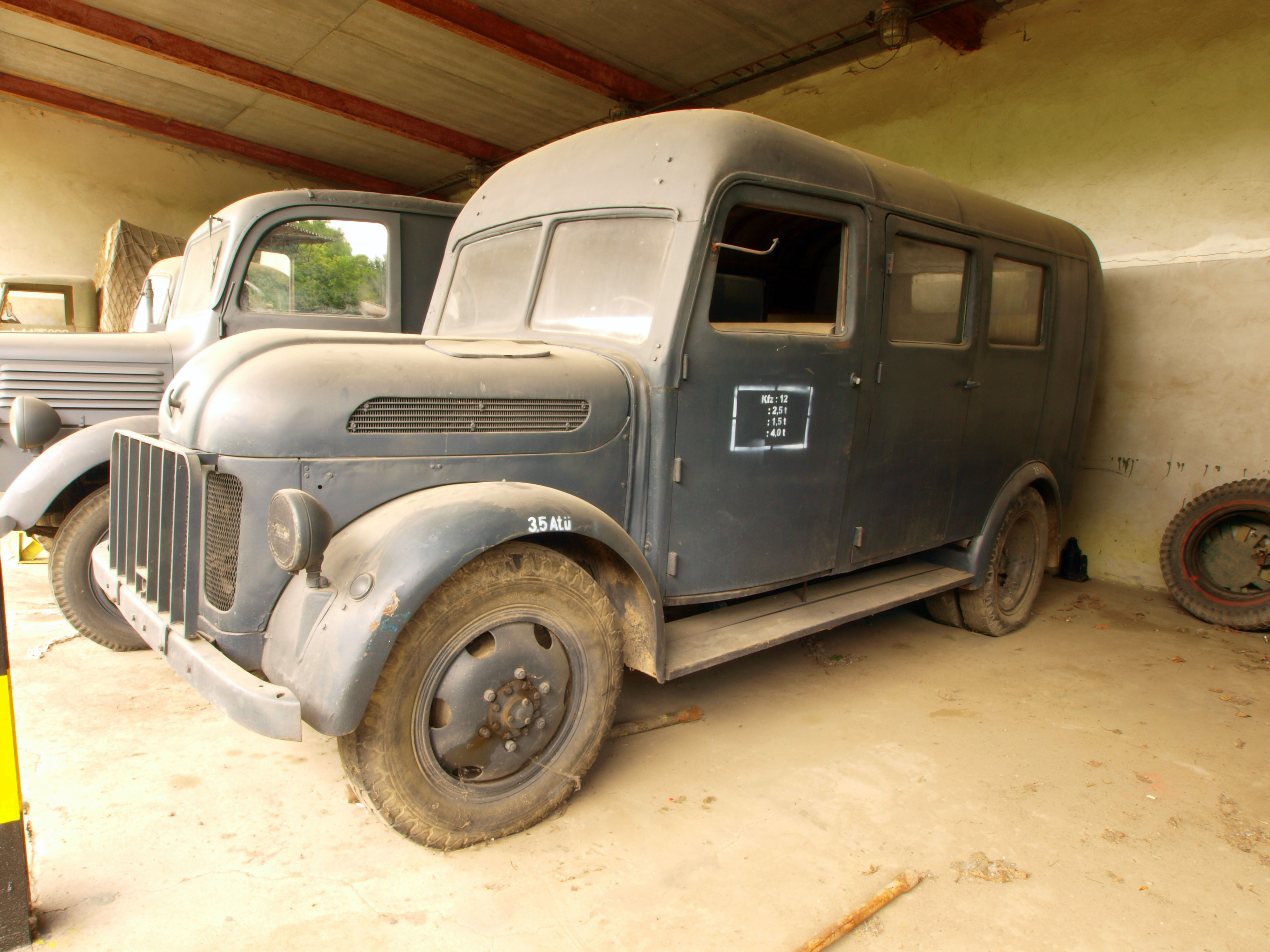
Museum in Rokycany
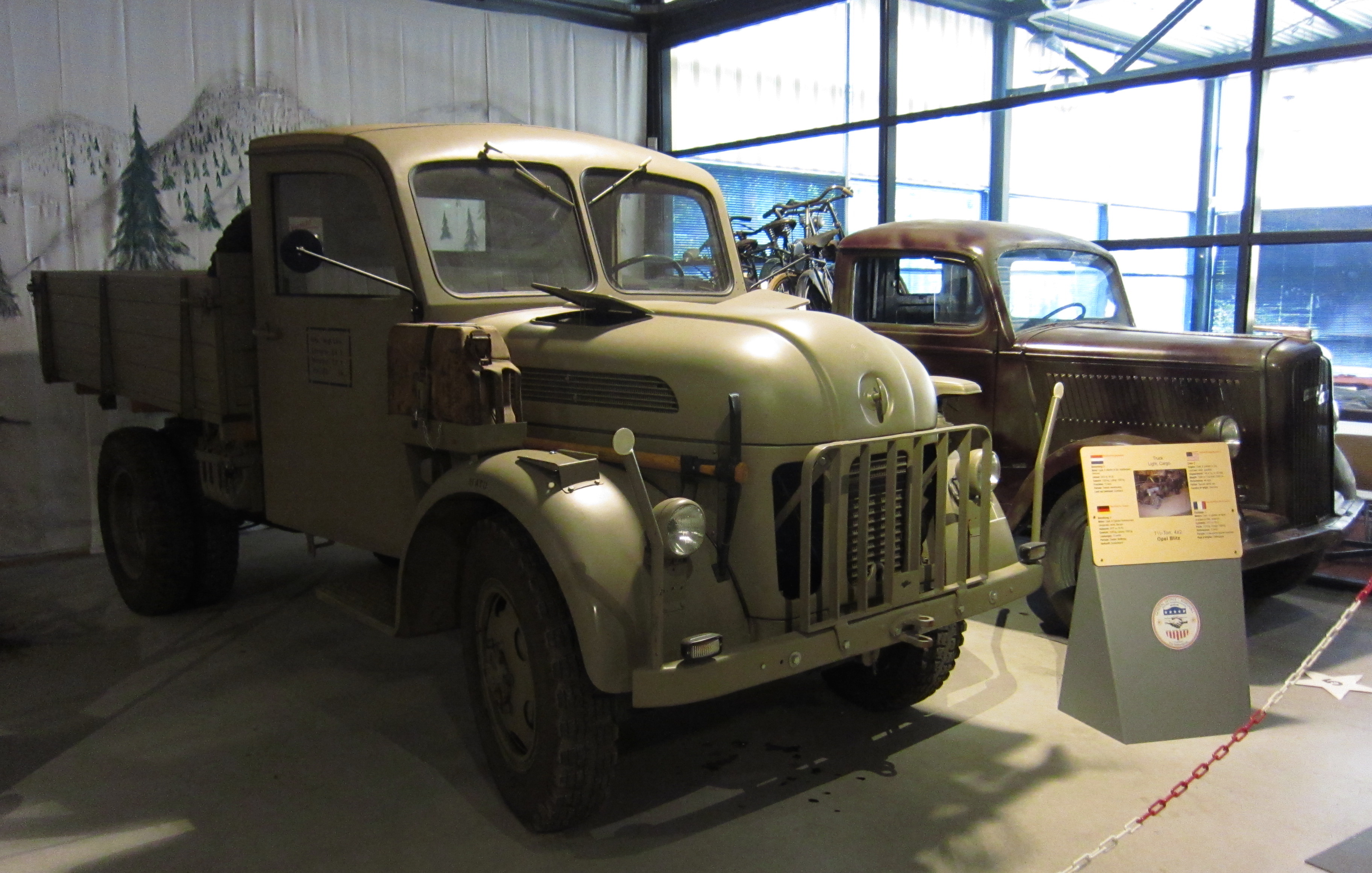
Steyr 1500 Pritschenwagen im Kriegsmuseum Overloon
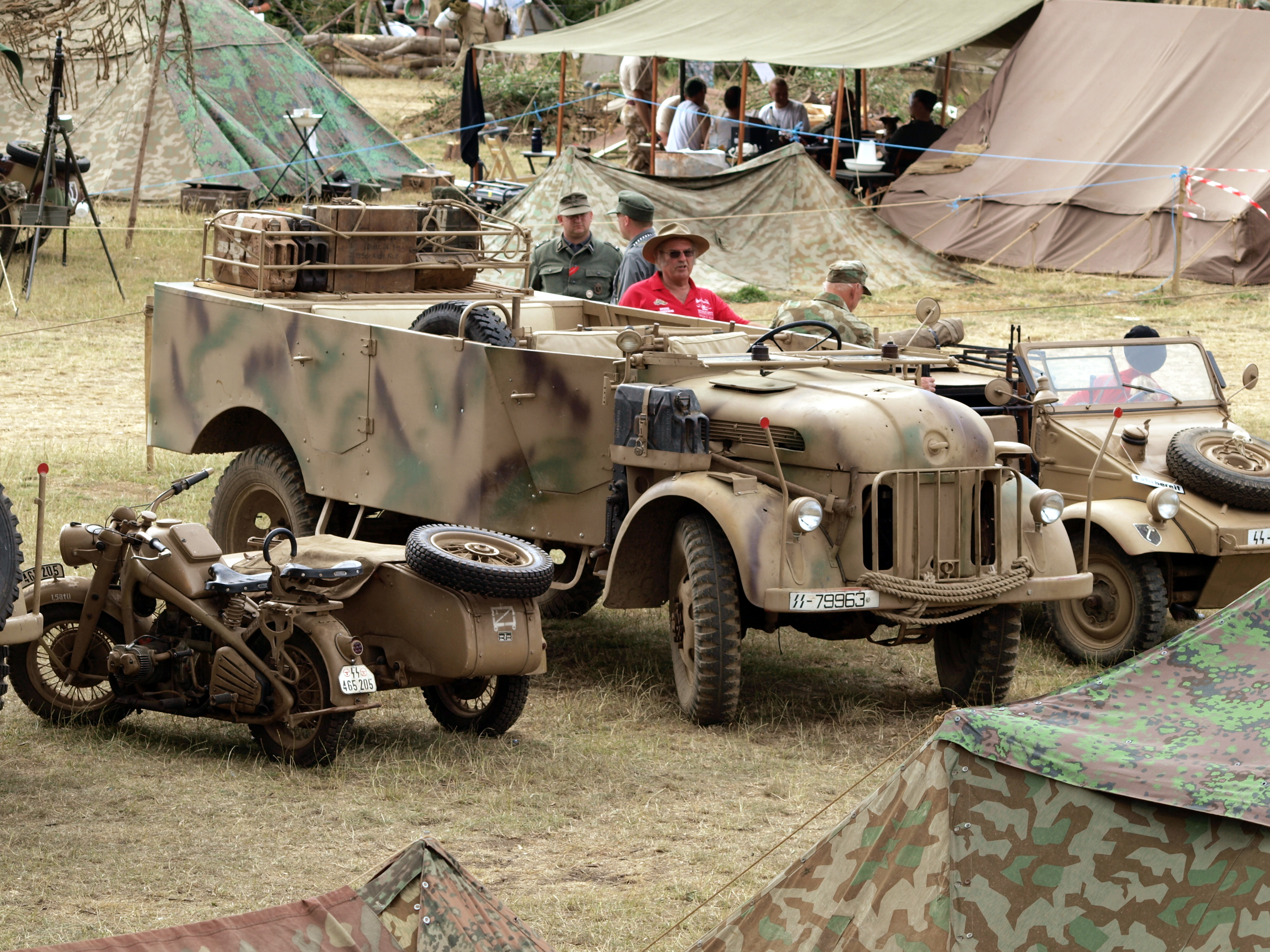
Offener Mannschaftswagen Steyr 1500
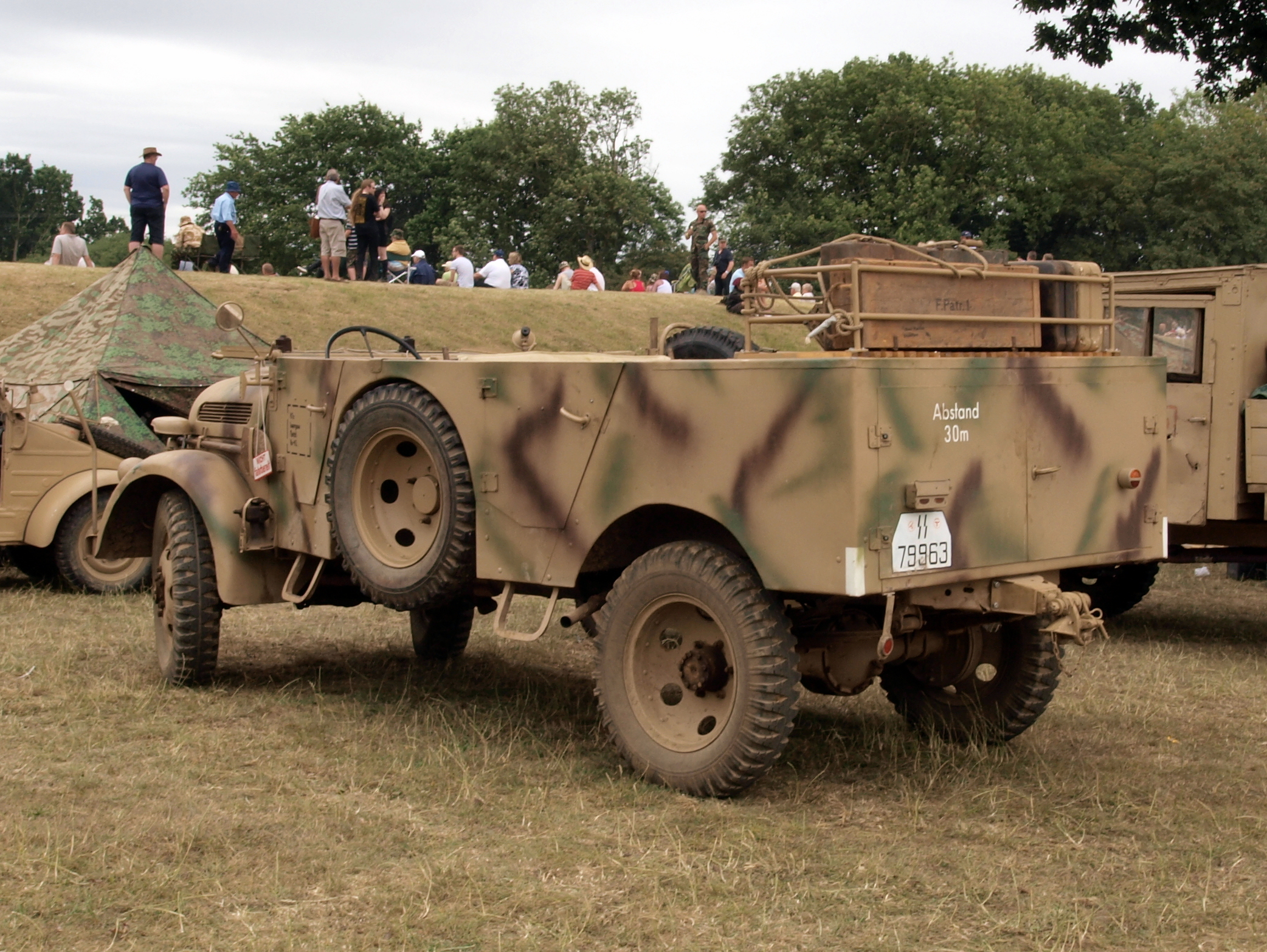
Offener Mannschaftswagen Steyr 1500

### Zivil
Der Steyr 1500 kam auch bei Feuerwehren zum Einsatz. Während vor 1945 wenige Fahrzeuge mit Feuerwehrausrüstung geliefert wurden, gab es nach dem Krieg Erneuerungen der Feuerwehrfahrzeuge in Österreich. Etliche österreichischen Feuerwehren nutzen den Steyr 1500A als umgebautes „LFA“ (Löschfahrzeug mit Allrad). Dazu sind vom Steyr 1500 unterschiedliche Feuerwehrfahrzeugvarianten mit offenem Aufbau und Kabinenvarianten bekannt. Die Fahrzeuge wurden teils in Eigenregie bei den Feuerwehren umgebaut oder von bekannten Feuerwehrgeräteherstellern wie Rosenbauer (Leonding) für die Feuerwehren aufbereitet. Mehrfach erwähnt wurden dabei die sogenannten „Wüstensteyr“, die große Gebläse mit Filtern für die Motorkühlung hatten.

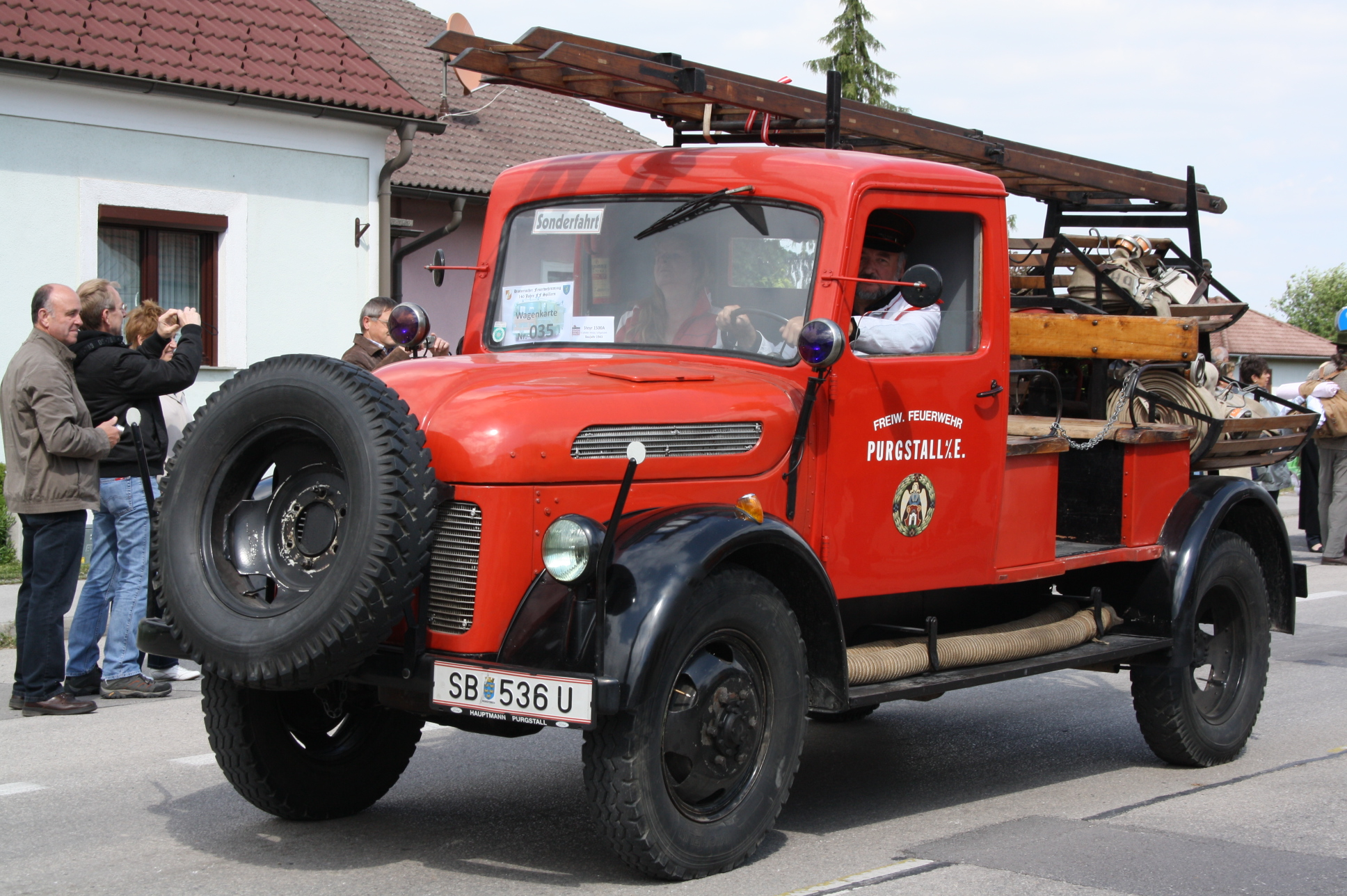
Steyr 1500 LFA Rüstlöschfahrzeug (offen)
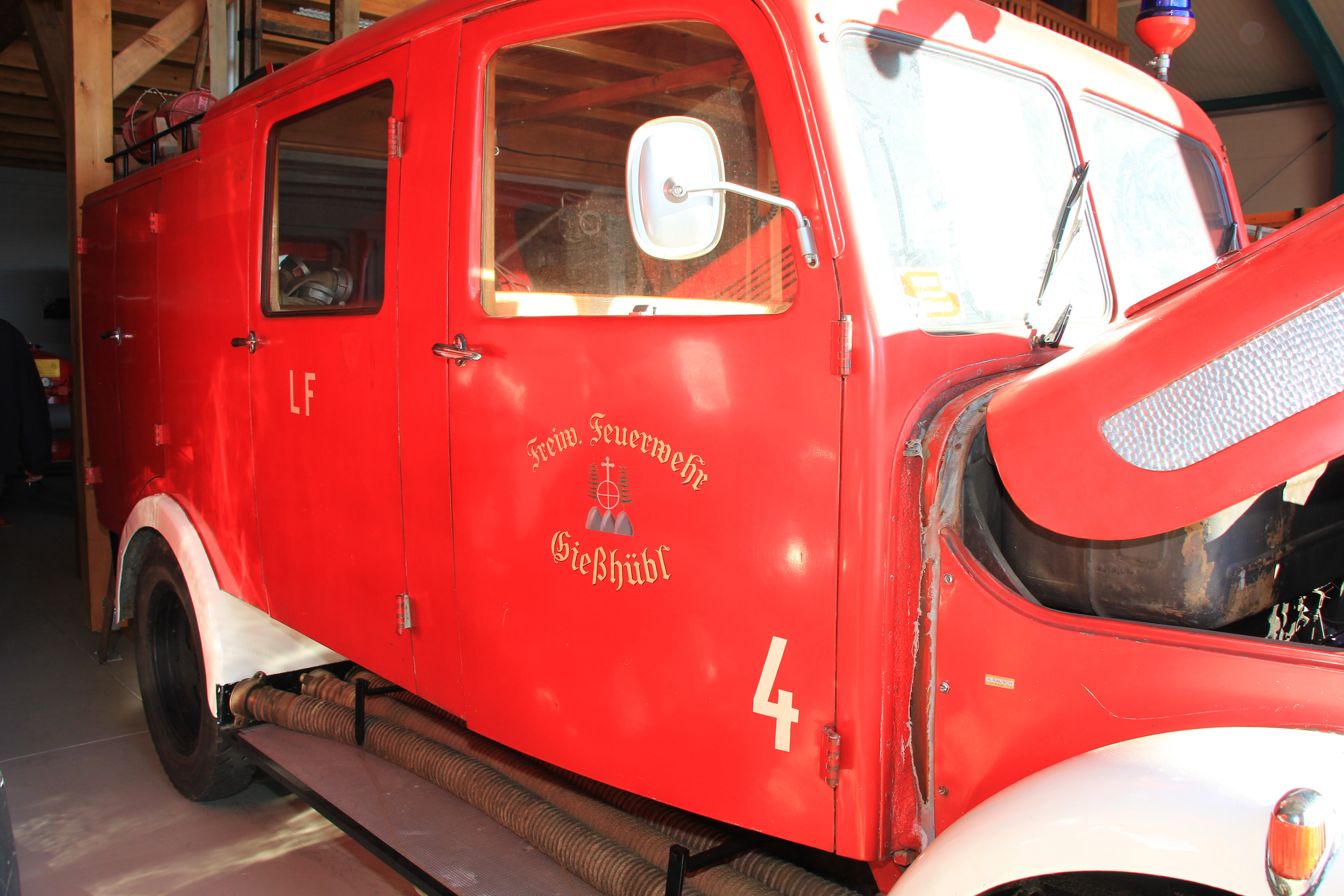
Steyr 1500 LFA Löschgruppenfahrzeug
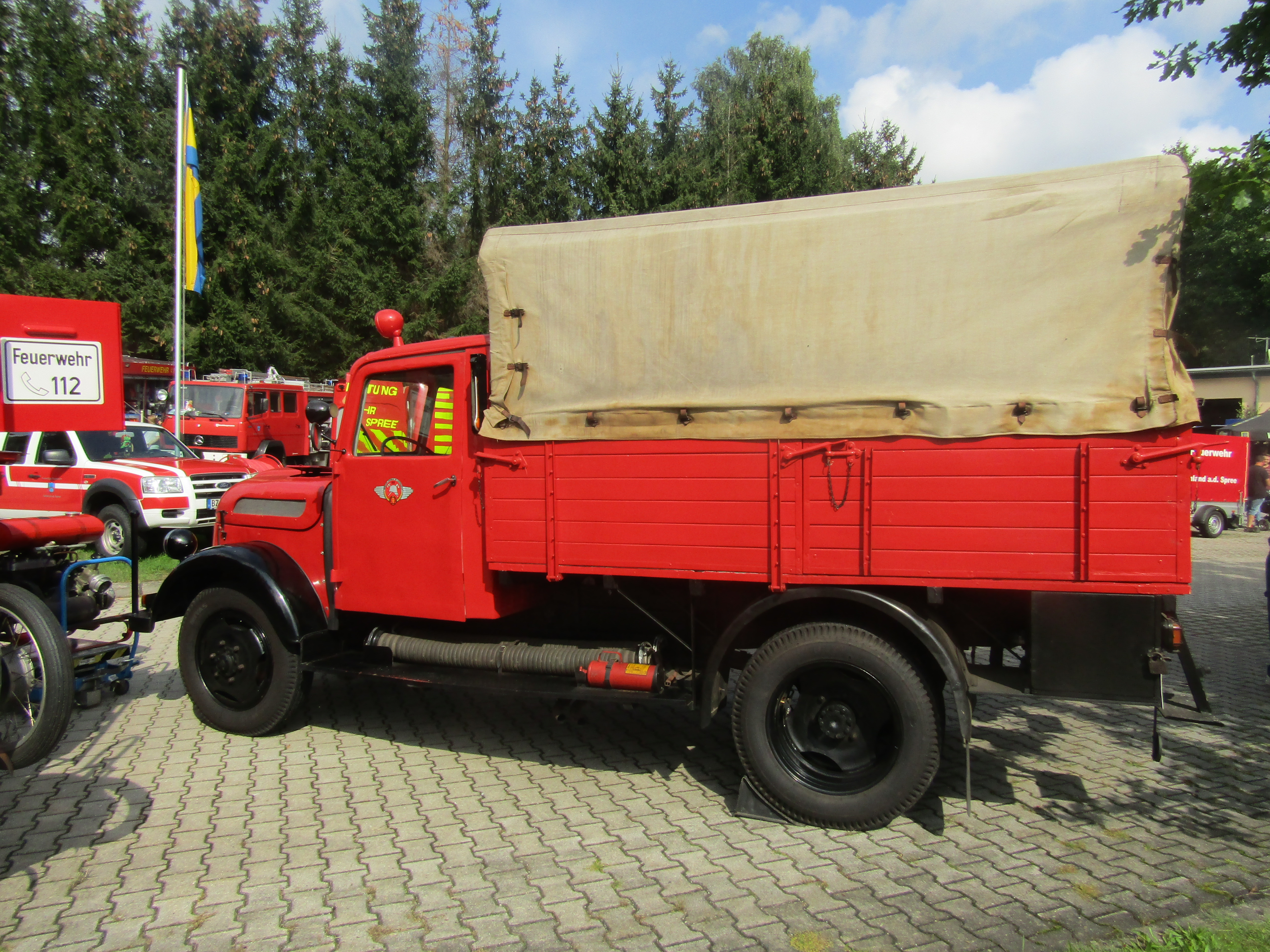
Steyr 1500 LFA Mannschafts- transportfahrzeug (Pritsche)
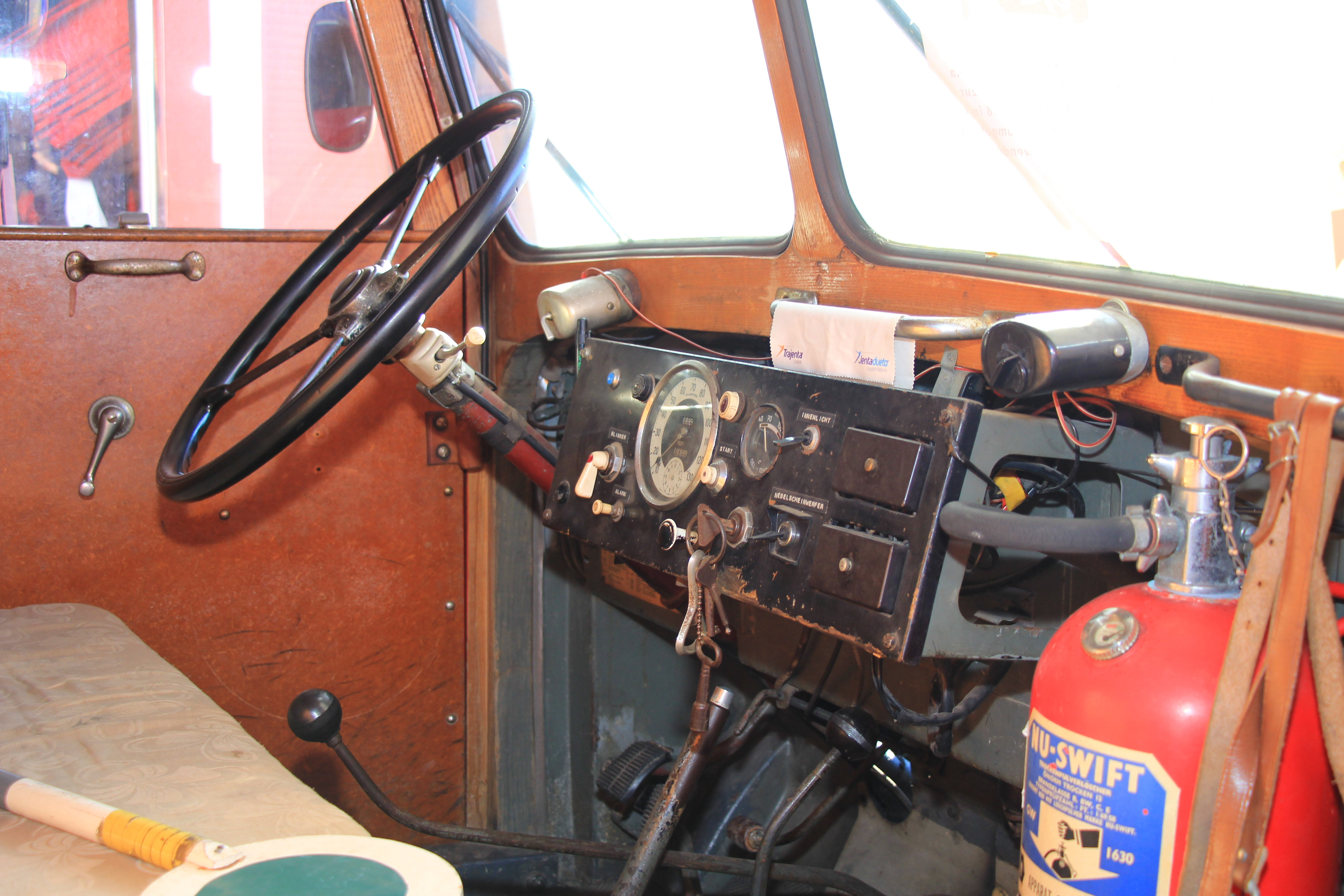
Steyr 1500 LFA Fahrerkabine
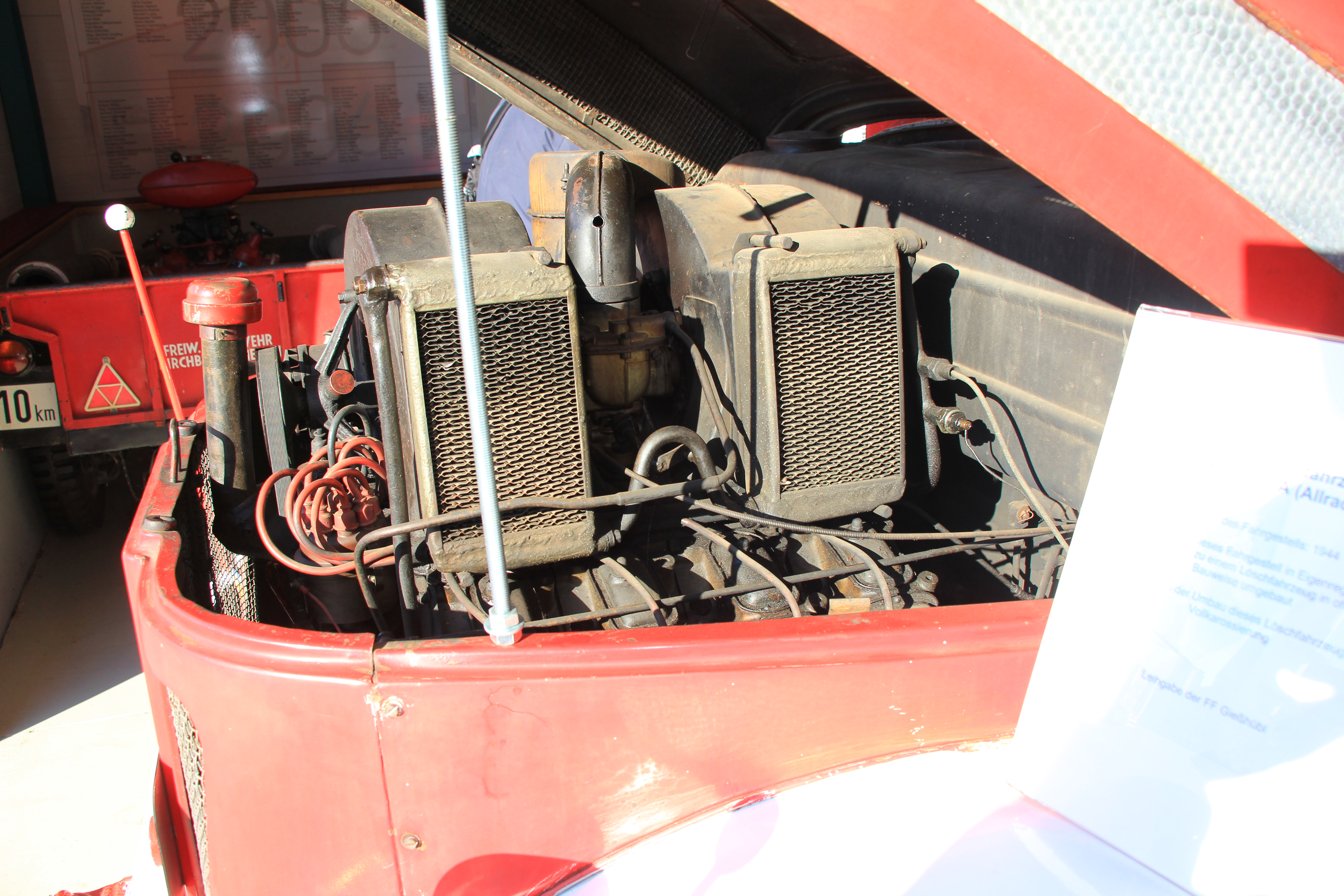
Luftgekühlter V8-Ottomotor mit zwei Gebläsen

#### Links zu Feuerwehren
- https://www.ff-stoswald.at/index.php/ueber-uns/chronik
- http://www.ffwirts.at/site/index.php/ueber-uns/chronik
- http://www.feuerwehr-payerbach.com/index.php?option=com_content&view=article&id=51:geschichte
- Erlauftaler Feuerwehrmuseum im ÖsterreichWiki
- https://ff-wallendorf.beepworld.de/files/Chronik/festschrift2010.pdf
- http://www.feuerwehr-klosterneuburg.at/chronik/index.html#p=63
- https://www.feuerwehr-hartkirchen.at/ff-hartkirchen/geschichte/chonik
- feuerwehr-abtenau.at